# Staatspräsident (Polen)
Der Präsident der Republik Polen (polnisch Prezydent Rzeczypospolitej Polskiej) steht an der Spitze der Exekutive der Regierung seines Landes. Amtierender Präsident ist seit dem 6. August 2025 Karol Nawrocki.

## Aufgaben und Befugnisse
Die Kompetenzen des Staatspräsidenten sind in der aktuellen Verfassung von 1997 in Kapitel 5 (Artikel 126 bis 145) festgelegt.
Deklaratorisch wird der Staatspräsident in Artikel 126 zum höchsten Staatsvertreter (Staatsoberhaupt) und Garanten der Staatsmachtkontinuität erklärt. Ihm obliegt demnach die Aufsicht über die Anwendung der Verfassung, die Unabhängigkeit und Sicherheit des Staates sowie die Unantastbarkeit und Unteilbarkeit des Staatsterritoriums.
Er ernennt den Ministerpräsidenten und den Ministerrat. Er ist dazu berechtigt, den Kabinettsrat einzuberufen, d. h. eine Sitzung des Ministerrates zu leiten.
Gemäß Artikel 133 repräsentiert er das Land nach außen und ratifiziert durch seine Unterschrift Verträge mit anderen Staaten. In der Außenpolitik arbeitet er mit dem Ministerpräsidenten und dem Außenminister zusammen.
Der Staatspräsident ist Oberbefehlshaber der polnischen Streitkräfte, in Friedenszeiten übt der Präsident mit Hilfe des Verteidigungsministers die oberste militärische Befehlsgewalt gemäß Artikeln 134 bis 136 der Verfassung der Republik aus. Der Präsident ernennt den Chef des Generalstabs und die Kommandeure aller Teilstreitkräfte; im Kriegsfall ernennt er den Oberkommandeur der Streitkräfte und kann eine Generalmobilmachung anordnen.
Alleine der Staatspräsident ist berechtigt, die polnische Staatsangehörigkeit zu verleihen. Gleichermaßen bedarf ein Verzicht auf diese gemäß Artikel 137 der Zustimmung des Staatspräsidenten. Des Weiteren steht ihm ein Begnadigungsrecht gemäß Artikel 139 zu.
Weitere Kompetenzen des Staatspräsidenten gehen aus dem Artikel 122 in Kapitel 4 der Verfassung hervor, der sich mit dem Unterzeichnungsprozedere der Gesetze (im formellen Sinne) befasst. Im Regelfall unterzeichnet der Staatspräsident die von der Nationalversammlung, bestehend aus Sejm und Senat, ausgefertigten Gesetze binnen 21 Kalendertagen. Gemäß Absatz 3 und 4 ist jedoch der Staatspräsident dazu ermächtigt, ihm vorgelegte Gesetze zur Überprüfung der Verfassungsmäßigkeit an den Verfassungsgerichtshof weiterzuleiten und bei festgestellter Verfassungswidrigkeit die Unterschrift zu verweigern. Sollte der Staatspräsident von diesem Recht keinen Gebrauch machen, steht es ihm gemäß Absatz 5 frei, die Unterzeichnung ohne Angabe von Gründen abzulehnen und das Gesetz zwecks einer erneuten Ausfertigung dem Sejm vorzulegen (siehe Vetorecht). In diesem Fall bedarf es einer präsidialen Mehrheit von drei Fünfteln der anwesenden Abgeordneten, um das Veto zu überstimmen.

## Wahl und Amtsperiode
Gemäß Artikel 127 der Verfassung wird der Staatspräsident direkt vom Volk gewählt (allgemeine, gleiche, unmittelbare und geheime Wahl). Wählbar sind alle polnischen Staatsbürger, die am ersten Wahltag 35 Jahre vollendet haben und über Parlamentswahlrecht verfügen. Sie müssen ferner eine Liste mit 100.000 Unterstützungserklärungen von wahlberechtigten polnischen Staatsbürgern vorlegen. Die Wahl findet im Regelfall 75 bis 100 Tage vor Ablauf der Wahlperiode des amtierenden Staatspräsidenten statt. Sollte am ersten Wahltag kein Kandidat über die notwendige Mehrheit von über 50 Prozent der abgegebenen Stimmen verfügen, wird eine Stichwahl ausgerufen, die zwei Wochen nach dem ersten Wahltag stattfindet. Zu dieser sind die beiden Kandidaten zugelassen, die am ersten Wahltag die meisten Stimmen erhalten haben. Die Gültigkeit der Wahl unterliegt gemäß Artikel 129 einer Überprüfung durch das Oberste Gericht, wobei jeder wahlberechtigte Bürger zu einer Klage gegen die Gültigkeit berechtigt ist.
Die Amtszeit des Staatspräsidenten beträgt fünf Jahre. Sie beginnt mit dem Ablegen des folgenden Amtseides gegenüber der Nationalversammlung:

„Obejmując z woli Narodu urząd Prezydenta Rzeczypospolitej Polskiej, uroczyście przysięgam, że dochowam wierności postanowieniom Konstytucji, będę strzegł niezłomnie godności Narodu, niepodległości i bezpieczeństwa Państwa, a dobro Ojczyzny oraz pomyślność obywateli będą dla mnie zawsze najwyższym nakazem”

„Gemäß dem Willen des Volkes trete ich das Amt des Präsidenten der Republik Polen an und schwöre feierlich, dass ich den Bestimmungen der Verfassung treu bleiben, die Würde des Volkes, die Unabhängigkeit und die Sicherheit des Staates unbeugsam wahren werde und dass das Wohl des Vaterlandes und das Wohlergehen der Staatsbürger mir immer die höchste Pflicht werden.“

Der Amtseid darf auf Wunsch durch eine christlich-religiöse Bekräftigung ergänzt werden:

„Tak mi dopomóż Bóg.”

„So wahr mir Gott helfe.“

Unter der gegenwärtigen Verfassung wurde diese Bekräftigung von Lech Kaczyński, Bronisław Komorowski, Andrzej Duda und Karol Nawrocki angewandt, während Aleksander Kwaśniewski darauf verzichtete.
Eine Person kann höchstens zweimal in das Amt des Staatspräsidenten gewählt werden.
Im Fall der Verhinderung (Tod, Krankheit, Amtsverzicht oder -enthebung) des Staatspräsidenten nimmt interimistisch der Sejmmarschall seine Aufgaben wahr. Innerhalb von 14 Tagen nach einer vorzeitigen Amtserledigung muss dieser einen Termin für die Neuwahl festlegen, der in einem Zeitraum von 60 Tagen nach der Wahlanordnung liegt. Sollte allerdings auch der Sejmmarschall verhindert sein, so nimmt der Senatsmarschall die Amtsgeschäfte des Staatspräsidenten wahr.

## Amtssitz, Insignien und Umgangsformen
Offizielle Residenzen des Staatspräsidenten sind der Präsidentenpalast und das Schloss Belvedere in Warschau. Die traditionellen Hoheitszeichen sind der Weiße Adlerorden und das Großkreuz des Ordens Polonia Restituta sowie das Amtssiegel und die Flagge des Staatspräsidenten.
Abgeleitet von Artikel 126 der Verfassung nimmt der Staatspräsident in der Präzedenz die erste Stelle ein (vor dem Sejmmarschall, dem Senatsmarschall und dem Ministerpräsidenten). Die übliche Anrede lautet Panie Prezydencie (Herr Präsident), eine besonders feierliche Panie Prezydencie Rzeczypospolitej Polskiej (Herr Präsident der Republik Polen). Bislang haben nur Männer das Amt ausgeübt.